# Ларин, Кайл
Кайл Кристофер Ларин (англ. Cyle Christopher Larin, /ˈkaɪl ˈlærɪn/; род. 17 апреля 1995, Брамптон, Онтарио, Канада) — канадский футболист, нападающий испанского клуба «Мальорка» и сборной Канады.

## Клубная карьера

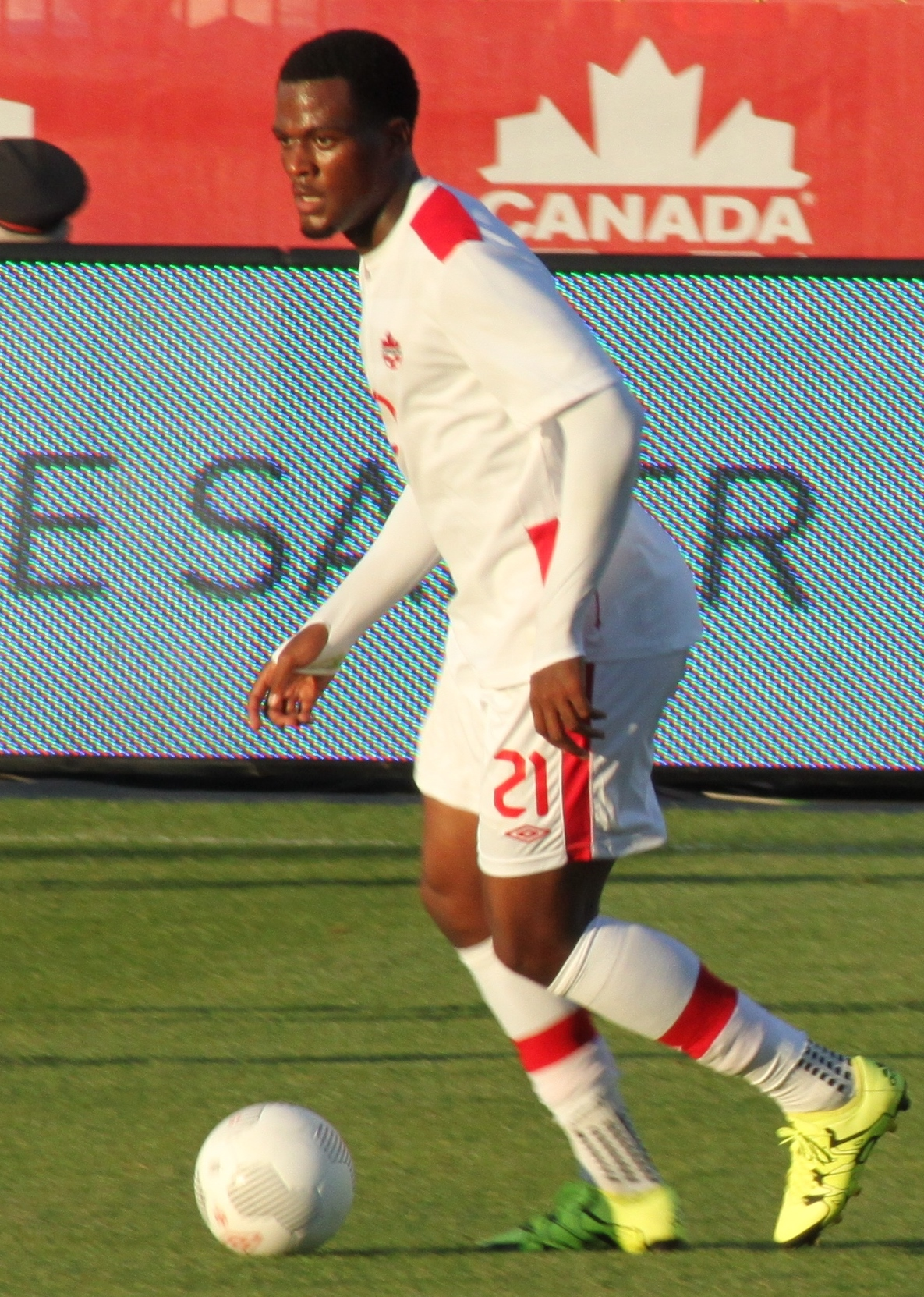
Ларин в сборной Канады в 2015 году

Ларин начал заниматься футболом во время обучения в школе. В более старшем возрасте, обучаясь в Коннектикутском университете, он выступал за команду колледжа, а также играл в региональной лиге Онтарио.
Оставив университет после второго года обучения, 8 января 2015 года Ларин подписал контракт с MLS по программе Generation adidas. 15 января на Супердрафте MLS 2015 он был выбран под общим первым номером клубом-новичком лиги «Орландо Сити». Его профессиональный дебют состоялся 21 марта в матче против «Ванкувер Уайткэпс», в котором он вышел на замену на 69-й минуте вместо Педро Рибейро. 12 апреля в матче против «Портленд Тимберс» забил свой первый гол в профессиональной карьере. 26 июля в матче против «Нью-Йорк Сити» Кайл сделал хет-трик, за что был назван игроком недели в MLS. 25 сентября в поединке против «Нью-Йорк Ред Буллз» он сделал второй хет-трик в чемпионате. По итогам сезона 2015, в котором забил 17 мячей в 27 матчах, Ларин был признан новичком года в MLS. Ларин был отобран на Матч всех звёзд MLS 2016, где со звёздами лиги встретился английский «Арсенал».
30 января 2018 года Ларин перешёл в турецкий «Бешикташ». Сумма трансфера составила 1,85 миллионов евро. 7 апреля в матче против «Гёзтепе» он дебютировал в турецкой Суперлиге. В этом же поединке Кайл забил свой первый гол за «Бешикташ». 19 мая в матче против «Сивасспора» он сделал хет-трик.
Летом 2019 года Ларин на правах аренды перешёл в бельгийский «Зюлте-Варегем». 27 июля в матче против «Мехелена» он дебютировал в Жюпилер-лиге. 14 сентября в поединке против «Эйпена» Кайл забил свой первый гол за «Зюлте-Варегем».
Летом 2020 года Ларин вернулся в «Бешикташ». По итогам сезона 2020/21 он стал чемпионом Турции и с 19 голами вместе с Маме Бирамом Диуфом стал вторым лучшим бомбардиром Суперлиги после Аарона Бупендзы с 22 голами.
4 июля 2022 года Ларин перешёл по свободному трансферу в бельгийский «Брюгге», подписав трёхлетний контракт. За «Брюгге» он дебютировал 17 июля в матче за Суперкубок Бельгии 2022 против «Гента». 10 сентября в матче против «Серена» он забил свой первый гол «Брюгге».
24 января 2023 года Ларин был арендован клубом испанской Ла Лиги «Реал Вальядолид» до конца сезона с возможностью выкупа. Свой дебют за «Вальядолид», 29 января в матче против «Валенсии», он отметил голом. 26 июня «Реал Вальядолид» объявил о выкупе Ларина у «Брюгге» и подписании с ним контракта до 30 июня 2025 года. Опцион был реализован за 1,5 млн евро.
3 августа 2023 года Ларин перешёл в «Мальорку», подписав с клубом пятилетний контракт. Стоимость трансфера предположительно составила около 8 млн евро. За «Мальорку» он дебютировал 12 августа в матче стартового тура сезона 2023/24 против «Лас-Пальмаса», выйдя на замену во втором тайме вместо Амата Ндиайе.

## Международная карьера
23 мая 2014 года в товарищеском матче против сборной Болгарии Ларин дебютировал за сборную Канады, заменив во втором тайме Саймона Джексона.
30 марта 2015 года в поединке против сборной Пуэрто-Рико Кайл забил свой первый гол за национальную команду.
В 2015 году Ларин был включён в заявку молодёжной сборной Канады на участие в молодёжном чемпионате КОНКАКАФ на Ямайке. На турнире он сыграл в матчах против молодёжных команд Кубы, Мексики, Гондураса, Сальвадора и Гаити.
В том же году Кайл попал в заявку сборной на участие в Золотом кубка КОНКАКАФ. На турнире он сыграл в матчах против сборных Коста-Рики, Ямайки и Сальвадора.
Из-за инцидента с вождением в нетрезвом виде Ларин пропустил групповой этап Золотого кубка КОНКАКАФ 2017, и был дозаявлен канадской сборной перед стадией плей-офф, заменив в составе Рахима Эдвардса. На турнире он сыграл в матче 1/4 финала против команды Ямайки.
Ларин был включён в состав сборной Канады на Золотой кубок КОНКАКАФ 2019.
Был включён в состав сборной на Золотой кубок КОНКАКАФ 2021.
Был включён в состав сборной на чемпионат мира 2022.

### Голы за сборную Канады
| #   | Дата             | Место                                     | Противник                       | Счёт | Результат | Соревнование                               |
| --- | ---------------- | ----------------------------------------- | ------------------------------- | ---- | --------- | ------------------------------------------ |
| 1.  | 30 марта 2015    | Хуан Рамон Лоубриэль, Баямон, Пуэрто-Рико | Пуэрто-Рико                     | 0:3  | 0:3       | Товарищеский матч                          |
| 2.  | 11 июня 2015     | Уиндзор Парк, Розо, Доминика              | Доминика                        | 0:1  | 0:2       | Чемпионат мира 2018 (квалификация)         |
| 3.  | 16 июня 2015     | Бимо Филд, Торонто, Канада                | Доминика                        | 2:0  | 4:0       | Чемпионат мира 2018 (квалификация)         |
| 4.  | 14 ноября 2015   | Би-Си Плэйс, Ванкувер, Канада             | Гондурас                        | 1:0  | 1:0       | Чемпионат мира 2018 (квалификация)         |
| 5.  | 7 сентября 2016  | Би-Си Плэйс, Ванкувер, Канада             | Сальвадор                       | 1:0  | 1:0       | Чемпионат мира 2018 (квалификация)         |
| 6.  | 9 сентября 2018  | Ай-эм-джи Академи, Брейдентон, США        | Американские Виргинские Острова | 0:7  | 0:8       | Лига наций КОНКАКАФ 2019/20 (квалификация) |
| 7.  | 9 сентября 2018  | Ай-эм-джи Академи, Брейдентон, США        | Американские Виргинские Острова | 0:8  | 0:8       | Лига наций КОНКАКАФ 2019/20 (квалификация) |
| 8.  | 9 сентября 2018  | Бимо Филд, Торонто, Канада                | Доминика                        | 5:0  | 5:0       | Лига наций КОНКАКАФ 2019/20 (квалификация) |
| 9.  | 25 марта 2021    | Эксплория Стэдиум, Орландо, США           | Бермудские Острова              | 1:0  | 5:1       | Чемпионат мира 2022 (квалификация)         |
| 10. | 25 марта 2021    | Эксплория Стэдиум, Орландо, США           | Бермудские Острова              | 2:0  | 5:1       | Чемпионат мира 2022 (квалификация)         |
| 11. | 25 марта 2021    | Эксплория Стэдиум, Орландо, США           | Бермудские Острова              | 4:1  | 5:1       | Чемпионат мира 2022 (квалификация)         |
| 12. | 29 марта 2021    | Ай-эм-джи Академи, Брейдентон, США        | Каймановы Острова               | 0:2  | 0:11      | Чемпионат мира 2022 (квалификация)         |
| 13. | 5 июня 2021      | Ай-эм-джи Академи, Брейдентон, США        | Аруба                           | 0:6  | 0:7       | Чемпионат мира 2022 (квалификация)         |
| 14. | 12 июня 2021     | Сильвио Катор, Порт-о-Пренс, Гаити        | Гаити                           | 0:1  | 0:1       | Чемпионат мира 2022 (квалификация)         |
| 15. | 15 июня 2021     | Ситгик Стэдиум, Бриджвью, США             | Гаити                           | 2:0  | 3:0       | Чемпионат мира 2022 (квалификация)         |
| 16. | 11 июля 2021     | Чилдренс Мёрси Парк, Канзас-Сити, США     | Мартиника                       | 1:1  | 4:1       | Золотой кубок КОНКАКАФ 2021                |
| 17. | 15 июля 2021     | Чилдренс Мёрси Парк, Канзас-Сити, США     | Гаити                           | 0:2  | 1:4       | Золотой кубок КОНКАКАФ 2021                |
| 18. | 15 июля 2021     | Чилдренс Мёрси Парк, Канзас-Сити, США     | Гаити                           | 1:4  | 1:4       | Золотой кубок КОНКАКАФ 2021                |
| 19. | 2 сентября 2021  | Бимо Филд, Торонто, Канада                | Гондурас                        | 1:1  | 1:1       | Чемпионат мира 2022 (квалификация)         |
| 20. | 5 сентября 2021  | Ниссан Стэдиум, Нашвилл, США              | США                             | 1:1  | 1:1       | Чемпионат мира 2022 (квалификация)         |
| 21. | 16 ноября 2021   | Стадион Содружества, Эдмонтон, Канада     | Мексика                         | 1:0  | 2:1       | Чемпионат мира 2022 (квалификация)         |
| 22. | 16 ноября 2021   | Стадион Содружества, Эдмонтон, Канада     | Мексика                         | 2:0  | 2:1       | Чемпионат мира 2022 (квалификация)         |
| 23. | 30 января 2022   | Тим Хортонс Филд, Гамильтон, Канада       | США                             | 1:0  | 2:0       | Чемпионат мира 2022 (квалификация)         |
| 24. | 27 марта 2022    | Бимо Филд, Торонто, Канада                | Ямайка                          | 1:0  | 4:0       | Чемпионат мира 2022 (квалификация)         |
| 25. | 23 сентября 2022 | Дженерали Арена, Вена, Австрия            | Катар                           | 0:1  | 0:2       | Товарищеский матч                          |
| 26. | 25 марта 2023    | Эргилио Хато, Виллемстад, Кюрасао         | Кюрасао                         | 0:2  | 0:2       | Лига наций КОНКАКАФ 2022/23                |
| 27. | 28 марта 2023    | Бимо Филд, Торонто, Канада                | Гондурас                        | 1:0  | 4:1       | Лига наций КОНКАКАФ 2022/23                |
| 28. | 28 марта 2023    | Бимо Филд, Торонто, Канада                | Гондурас                        | 2:0  | 4:1       | Лига наций КОНКАКАФ 2022/23                |

## Достижения
Командные
 «Бешикташ»
- Чемпион Турции: 2020/21
- Обладатель Кубка Турции: 2020/21
- Обладатель Суперкубка Турции: 2021

 «Брюгге»
- Обладатель Суперкубка Бельгии: 2022

Индивидуальные
- Новичок года в MLS: 2015
- Участник Матча всех звёзд MLS: 2016
- Нападающий года в Суперлиге: 2020/21[53]

## Проблемы с законом
15 июня 2017 года Ларин был арестован Флоридским дорожным патрулём за управление автомобилем в состоянии алкогольного опьянения, после того как был остановлен за движение в противоположном направлении по многополосному шоссе в Орландо, и тест на опьянение показал превышение максимально допустимого уровня алкоголя в крови. MLS отстранила игрока от матчей до полного прохождения им специальной антиалкогольной программы, и после чего в конце месяца отстранение было снято, Ларин пропустил три игры.